# Edenes A. Mallo
Edenes Alberto Mallo Irastorza (Tomás Gomensoro, Artigas, Uruguay, 7 de agosto de 1905-Montevideo, Uruguay, 21 de junio de 1992), fue un magistrado uruguayo, miembro de la Suprema Corte de Justicia de su país desde 1964 hasta 1974.

## Primeros años
Nació en Zanja Honda (actualmente Tomás Gomensoro) el 7 de agosto de 1905, hijo de María Irastorza y Manuel Mallo.
Cursó estudios en la Facultad de Derecho de la Universidad de la República, en la que se graduó como abogado.

## Juez Letrado en el interior
En abril de 1933 ingresó a la carrera judicial al ser designado Juez Letrado de Artigas, su departamento natal.
En febrero de 1936 fue trasladado al mismo cargo en el departamento de Cerro Largo.
En diciembre del mismo año fue nuevamente transferido al puesto de Juez Letrado de San José, donde permaneció casi cinco años.

## Juez Letrado en la capital
En octubre de 1941 ascendió a cumplir funciones como Juez Letrado en Montevideo, inicialmente como Juez Letrado de Instrucción de Tercer Turno, y a partir de 1942 como Juez Letrado en lo Civil de Segundo Turno, cargo que ocupó durante diez años.

## Tribunal de Apelaciones
En marzo de 1952 fue ascendido a ministro del Tribunal de Apelaciones en lo Civil de Tercer Turno, tribunal que llegaría a integrar por espacio de doce años.

## Suprema Corte de Justicia
El 7 de octubre de 1964 la Asamblea General lo eligió, por 107 votos favorables, como ministro de la Suprema Corte de Justicia, junto a Velarde Cerdeiras y a Alberto Sánchez Rogé, para ocupar las vacantes dejadas en junio del mismo año por Julio César de Gregorio, Luis Alberto Bouza y Esteban D. Ruiz. Prestó juramento el mismo día.
A partir de su ingreso y hasta la muerte de Cerdeiras en agosto de 1971, la integración de la Suprema Corte -con Mallo, Cerdeiras, Sánchez Rogé, Hamlet Reyes y Emilio Siemens Amaro- permaneció incambiada durante casi siete años, siendo el récord en tal sentido que se ha registrado en dicha Corte desde 1934, en que se estableció el límite de 10 años en el cargo para quienes la integran (el récord absoluto de integración sin cambios fue de once años y se registró entre 1914 y 1925 con Ezequiel Garzón, Benito Cuñarro, Luis Romeu Burgues, Julio Bastos y Abel Pinto).
Mallo permaneció en la Corte durante una década entera, pese a lo cual nunca aceptó ocupar la Presidencia de la misma.

## Retiro y fallecimiento
Cesó en su cargo en octubre de 1974, al cumplir los diez años en su cargo, período máximo posible de permanencia en la Suprema Corte según lo establece la Constitución del país. El Consejo de Estado designó en su reemplazo a Agustín de Vega.
En mayo de 1985, al designarse por la Asamblea General la nueva integración de la Suprema Corte de Justicia tras el restablecimiento de la democracia en Uruguay, Mallo fue invitado, como representante simbólico de la última Corte actuante antes del inicio de la dictadura cívico-militar en 1973, a presenciar el juramento de los nuevos ministros (Jacinta Balbela, Nelson Nicoliello, Armando Tommasino, Nelson García Otero y Rafael Addiego Bruno).
Edenes Mallo falleció en Montevideo el 21 de junio de 1992, a los 86 años de edad.

## Vida personal
Era hermano mayor de Luis Eduardo Mallo, político y legislador perteneciente al Partido Nacional.
Contrajo matrimonio en 1935 con Acela Idalia Rilo Fernández, con quien tuvo tres hijas, María Cristina (1936), Ana María (1943) y María del Carmen (1946) Mallo Rilo.